# Episodi di Edens Zero
Questa è la lista degli episodi dell'anime Edens Zero.
L'adattamento animato è stato annunciato nel giugno 2020. Diretto da Shiniji Ishihara e Yūji Suzuki presso lo studio d'animazione J.C.Staff con il character design curato da Yurika Sako, è stato trasmesso dall'11 aprile al 3 ottobre 2021 su NTV e relative reti affiliate. I diritti internazionali sono stati acquistati da Netflix che ha pubblicato la serie a partire dall'autunno 2021. La sigla d'apertura è Eden Through the Rough cantata da Takanori Nishikawa mentre quella di chiusura è Bōken no Vlog (冒険のVLOG?) cantata da CHiCO with HoneyWorks; entrambi i brani vengono impiegati negli episodi 1-12. Dal tredicesimo episodio vengono impiegati i brani Forever de L'Arc~en~Ciel in apertura e Sekai no himitsu (世界の秘密?) di Sayuri in chiusura.  L'8 febbraio 2022 è stata annunciata la seconda stagione. Quest'ultima è stata trasmessa dal 1º aprile al 30 settembre 2023 e vede Toshinori Watanabe come regista in sostituzione di Yūji Suzuki. Le sigle sono rispettivamente Never say Never di Takanori Nishikawa (apertura) e Rinne (リンネ?) di Asca.
In Italia la prima stagione è stata distribuita da Netflix dal 26 agosto al 24 novembre 2021. La seconda stagione è stata pubblicata su Prime Video dal 13 maggio al 30 settembre 2023 in versione sottotitolata. Il doppiaggio italiano della seconda stagione è stato annunciato durante il Lucca Comics & Games 2023 ed è stata pubblicata il 3 gennaio 2024.

## Lista episodi

### Prima stagione
| Nº | Titolo italiano Giapponese 「Kanji」 - Rōmaji | In onda           | In onda          |
| Nº | Titolo italiano Giapponese 「Kanji」 - Rōmaji | Giapponese        | Italiano         |
| 1  | Verso il cielo in cui fluttuano i petali di ciliegio 「桜舞うソラに」 - Sakura mau sora ni | 11 aprile 2021    | 26 agosto 2021   |
| 1  | Rebecca Bluegarden e Happy visitano il Regno di Granbell, un parco a tema abbandonato da un secolo gestito da robot, con l'intenzione di registrare dei video per il loro account online B-Cube. I due incontrano un ragazzo umano di nome Shiki, che ha vissuto al parco fin dall'infanzia con l'ormai defunto nonno robot Ziggy conosciuto come il "Re Demone". Rebecca resiste ai tentativi di Shiki di fare amicizia con lei, ma si affeziona al ragazzo dopo aver assistito al suo legame con i robot. La mattina seguente, le macchine diventano ostili nei confronti di Shiki e Rebecca, apparentemente influenzati da un virus creato con lo scopo di ribellarsi agli esseri umani. Shiki usa con riluttanza la sua abilità di gravità Ether Gear contro i loro oppositori per difendere Rebecca e Happy, sconfiggendo il robot castellano che guidava la ribellione. Accettando finalmente l'amicizia di Shiki, Rebecca e Happy lo aiutano a fuggire sulla loro astronave, l'Aqua Wing, rivelando di essere originario di un altro pianeta situato in una regione dello spazio chiamata Cosmo Sakura. Poco dopo, i robot si rompono a causa della vecchiaia dei loro sistemi, e viene rivelato che erano stati costretti a mettere in scena la loro perdita di lucidità per obbligare Shiki a scappare invece che farlo rimanere per sempre solo; ignaro di ciò, Shiki li perdona e giura di continuare a fare amicizia con gli altri nell'universo. La partenza di Shiki viene osservata da un'entità femminile chiamata Madre, che prega per il suo futuro. |                   |                  |
| 2  | La ragazza e il gatto blu 「少女と青猫」 - Shōjo to ao neko | 18 aprile 2021    | 26 agosto 2021   |
| 2  | Rebecca e Happy portano Shiki sul pianeta Blue Garden per registrarlo nella Shooting Starlight, una gilda di avventurieri, come loro guardia del corpo e dove anche loro sono membri. Poco dopo il loro arrivo, Shiki viene ridicolizzato dalla gilda per aver riconosciuto un ologramma della Madre, che crede di aver incontrato nonostante sia considerata una dea mitologica che esiste oltre il Cosmo Sakura. Dopo che Rebecca ha portato fuori Shiki imbarazzata, Happy viene catturato da un membro di una banda di strada, così Shiki inizia a corrergli dietro per salvare l'amico. Rebecca li insegue mentre ricorda la sua infanzia con Happy; in una serie di flashback, Rebecca e Happy, orfani, si incontrano in un vicolo, vivendo pacificamente insieme fino a quando Happy non viene ferito a morte in un incidente stradale. Tornando al presente, Happy si riunisce con Rebecca e si trasforma in un paio di pistole chiamate Happy Blaster che usa per sconfiggere i malviventi, rivelando che la sua coscienza fu trasferita in un corpo meccanico per sopravvivere: è un robot. Nel frattempo, la piratessa spaziale Elsie Crimson viene a sapere dell'arrivo di Shiki su Blue Garden e si prepara a seguirlo. |                   |                  |
| 3  | Gli avventurieri 「冒険者たち」 - Bōkensha-tachi | 25 aprile 2021    | 26 agosto 2021   |
| 3  | Shiki torna allo Shooting Starlight per completare la sua registrazione, ma continua a essere sminuito dalla maggior parte dei membri della gilda; Rebecca viene trattata allo stesso modo dalla sua compagna di squadra Labilia Christy, una sua rivale più popolare su B-Cube, che Shiki umilia pubblicamente per aver preso in giro i contenuti amatoriali dell'amica. Disincantato dalla gilda, Shiki propone ai suoi amici di intraprendere la propria avventura trovando la Madre, credendo che registrare le prove della sua esistenza aiuterà a crescere il canale di Rebecca e dimostrerà che la gilda si sbaglia. I tre quindi si recano sul pianeta Norma per ottenere una nave spaziale migliore dal professor Wise Steiner, benefattore di Rebecca e Happy, che ha costruito il corpo di quest'ultimo e reclutare un equipaggio . Nel frattempo Elsie arriva alla gilda ma scopre che Shiki non c'è, riesce però a scoprire che é diretto a Norma. Intanto Shiki, Rebecca e Happy riescono ad arrivare su Norma con un atterraggio di fortuna e giungono alla casa di Wise, ma una volta sul luogo vengono tenuti sotto tiro da un giovane sconosciuto che usa il nome del professore. In un flashforward ambientato 20 000 anni nel futuro, si vedono due astronauti che indagano su un mondo arido e scoprono un paio di resti umani insieme al dispositivo di registrazione di Rebecca (che stranamente non sanno cosa sia), su cui sono incise le parole "Edens Zero".                                                                                |                   |                  |
| 4  | L'uomo chiamato Weisz 「ワイズという男」 - Waizu to iu otoko | 2 maggio 2021     | 26 agosto 2021   |
| 4  | A casa di Wise, il misterioso ragazzo fugge da un'imboscata organizzata dal boss del crimine Sibir, in quanto aveva disertato la banda dopo avergli rubato una valigetta. Più tardi, Rebecca deduce che il suo gruppo ha viaggiato in qualche modo cinquant'anni indietro nel tempo fino all'anno X442, e lo sconosciuto sarebbe quindi il Wise del passato, infatti sentono che Shooting Star è appena stata fondata. Dopo essere stato inseguito da Sibir, che li scambia per gli alleati di Wise, il gruppo si nasconde in un bar per evitare di alterare ulteriormente la storia, ma qui rincontrano il giovane Wise. Shiki apre accidentalmente la valigetta in possesso di quest'ultimo e trova all'interno una piccola androide di nome Emp Pino, che è in grado di utilizzare un impulso elettromagnetico (EMP) che disabilita i macchinari e l'Ether Gear. Soffrendo di danni alla memoria interna, Pino ricorda Sibir come il suo nuovo padrone e torna spaventata da lui. Mentre Wise la insegue avidamente per sfruttare il suo EMP, Shiki e gli altri trovano una registrazione nel B-Cube di Pino che mostra i maltrattamenti subiti da parte di Sibir, i quali includono la cancellazione dei ricordi riguardanti il suo maestro originale. Irritato dalla crudeltà di Sibir e apprendendo dal registro di manutenzione di Pino che proviene dall'attuale anno X492, il gruppo di Shiki si rende conto che la storia è già stata cambiata e decide di salvarla.                                                                                         |                   |                  |
| 5  | Scontro con la Sibir Family! 「激突!! シビルファミリー」 - Gekitotsu!! Shibiru Famirī | 9 maggio 2021     | 26 agosto 2021   |
| 5  | Wise segue Pino alla base di Sibir e viene attaccato dalla banda. Dopo che Shiki è arrivato con il suo gruppo e ha sconfitto la maggior parte dei sicari, Wise dirotta la moto del gruppo e scappa con Pino, portando inavvertitamente Happy con sé. Apparentemente Sibir schiaccia Shiki sotto una pressa idraulica prima di inseguire Wise con il suo mech Knight Gear, lasciando Rebecca indifesa contro i Foot Brothers, ovvero gli ultimi servitori di Sibir. Shiki sopravvive e si schianta nel seminterrato, dove trova un robot morente che assomiglia a Michael, il suo migliore amico di Granbell. Incapace di riparare il robot, questi gli rivela che ci sono innumerevoli altri robot simili a lui che sono stati trattati come giocattoli da Sibir, così Shiki insegue furiosamente Sibir e lo sconfigge insieme ai fratelli. Il famiglio uccello di Sibir attiva il meccanismo di autodistruzione del Knight Gear per uccidere Shiki, ma Pino lo salva disabilitando il mech, ispirato dalla sua compassione per le macchine. Nel frattempo, Elsie si avvicina a Norma, con l'interno della sua nave ora ricoperto da una strano organismo simile ad una pianta aliena. |                   |                  |
| 6  | Skull Fairy 「スカルフェアリー号」 - Sukaru Fearī-gō | 16 maggio 2021    | 26 agosto 2021   |
| 6  | Il gruppo di Shiki porta Pino con sé mentre lasciano Norma nella speranza di riparare la sua memoria, ma l'Aqua Wing viene bloccata da un campo di energia che circonda il pianeta. Wise, che è salito a bordo della nave nascondendosi nella stiva per sfuggire alla polizia, usa il suo Ether Gear Machina Maker per modificare la nave e potenziarla da aggirare il campo gravitazionale e ripara la gamba di Pino. Il gruppo viene contattato dall'attuale Wise, che spiega che non hanno viaggiato nel passato, ma che il tempo di Norma è stato consumato da un mostro spaziale chiamato Cronofago, che ha riportato il pianeta a uno stato precedente e ha creato il giovane Wise, come un duplicato del suo io passato, dicendo che però non ci saranno conseguenze. L'Aqua Wing viene improvvisamente catturata da Elsie e portata a bordo della sua nave, la Skull Fairy, dove minaccia di vendere il gruppo come schiavo sul pianeta senza legge di nome Guilst. Mentre Rebecca è nel panico e Weis chiede alla piratessa di reclutarlo (in quanto non fa parte del gruppo), Shiki decide di sfidare Elsie in un duello per decidere sull'effettiva proprietà della nave, la quale si rivela essere infestata da parassiti alieni mutanti. Dopo aver raggiunto il ponte della nave, Shiki rimane sorpreso di trovare un Elsie con il volto sostituito da un teschio. |                   |                  |
| 7  | La corazzata del Re Demone 「魔王戦艦」 - Maō senkan | 23 maggio 2021    | 26 agosto 2021   |
| 7  | Shiki lotta contro la mostruosa Elsie, ma dopo aver rivelato in modo provocatorio il sogno fallito di Ziggy di trovare la Madre, si fa forza in quanto estremamente convinto di essere in grado di realizzare il sogno del suo amico, così assume una forma più potente e sconfigge la sua avversaria. "Elsie" si trasforma quindi in una piccola creatura aliena, rivelando che è un parassita che imita la forma dell'originale. A questo punto la vera Elsie si congratula con Shiki da una flotta vicina e lo ricompensa con la nave, essendo stata incaricata da Ziggy in persona di consegnarla a Shiki, rivelando che suo nonno fu il suo benefattore, rivela inoltre che è vero che Ziggy fallì nella sua ricerca ma tornò con Shiki neonato. Impegnata in una battaglia con l'Alleanza Interstellare Poliziesca, Elsie fornisce copertura al gruppo di Shiki mentre Wise attiva sconsideratamente il motore a curvatura della nave e li manda vicino a Blue Garden. Mentre il gruppo pulisce la nave, Rebecca scopre un bagno che le dà poteri simili all'Ether Gear mentre Shiki attiva inconsapevolmente un androide costruito da Ziggy chiamato Witch Regret, che riporta il velivolo alla sua forma originale, la nave da guerra Edens Zero. |                   |                  |
| 8  | L'autostrada dove fischia il vento 「風の鳴くハイウェイ」 - Kaze no naku haiwei | 30 maggio 2021    | 26 agosto 2021   |
| 8  | Witch consiglia al gruppo di Shiki di ripristinare il vero potere della Edens Zero raccogliendo le 4 Stelle Luminose del Re Demone, ovvero il suo gruppo di compagne androidi, altrimenti avranno difficoltà ad attraversare Dragonfall, uno sciame di draghi che confina con il Cosmo Sakura. Dopo che la nave atterra a Blue Garden, Wise lascia il gruppo per andare altrove, gli altri visitano Shooting Starlight per ottenere delle informazioni riguardanti Sister Ivry, una dei tre androidi scomparsi. Rebecca e Happy vengono convocati per incontrare il capo della gilda, lasciando Shiki e Pino ad esplorare la città per conto proprio. I due però si perdono e Shiki si imbatte in Labilia che viene quasi rapita da Jinn, un cyborg utilizzatore di Ether Gear che lavora per Sister. Lo scontro é alla pari finché Jinn non riceve l'ordine di ritirarsi, invitando Shiki a venire sul pianeta Guilst per avere una rivincita. Shiki e Pino tornano alla gilda, dove apprendono da un Happy danneggiato e da un telegiornale che Rebecca è stata rapita insieme a molte altre B-Cuber. Rendendosi conto che Jinn è coinvolto in qualche modo nella vicenda, il gruppo di Shiki si prepara a sbarcare su Guilst, venendo ascoltato da una ragazza che indossa un kimono che sembra avere una certa familiarità con la Edens Zero. |                   |                  |
| 9  | Il pianeta Guilst 「惑星ギルスト」 - Wakusei Girusuto | 6 giugno 2021     | 26 agosto 2021   |
| 9  | Rebecca e le altre B-Cuber imprigionate vengono portate sul pianeta Guilst dai Rogue Out, la squadra di mercenari di Sister, che include Jinn, l'alieno Ganoff e l'androide Mosco Versa-0 detto Moscoy. Il protettore dei Rogue Out è Illega, ossia un rospo collezionista di donne pietrificate, il quale prepara le B-Cuber alla pietrificazione inondando la loro cella con una schiuma che dissolve i loro vestiti. Nel frattempo, Wise torna alla Edens Zero con la ragazza che indossa il kimono, Homura Kōgetsu, che ha incontrato dopo aver vagato per la Shooting Starlight al momento del suo rapimento. Homura si offre di aiutare l'equipaggio a salvare Rebecca, accettando di fare un favore a Wise in cambio dell'accesso alla nave in modo che possa in seguito duellare con il Re Demone, Shiki. Witch riconosce l'Ether Gear emanato dalla ragazza. Arrivati su Guilst, Shiki e la sua squadra entrano nel quartier generale dei Rogue Out e affrontano Sister. |                   |                  |
| 10 | Piano di fuga senza vestiti 「裸の脱出作戦」 - Hadaka no dasshutsu sakusen | 13 giugno 2021    | 26 agosto 2021   |
| 10 | Witch (tramite Pino) nota che l'aspetto di Sister è diverso da quello che ricordava un tempo. Intanto Homura usa il suo Ether Gear Soul Blade, delle spade al plasma per sconfiggere i soldati androidi di Sister (che Witch riconosce), permettendo a Shiki e Pino di nascondersi sotto la nave di Sister mentre sbarca alla torre di Illega. Wise diventa sospettoso nei confronti di Homura e la minaccia sparandole un colpo ma invece la salva da Mosco. Nel frattempo, le B-Cuber notano che la schiuma sciogli-abiti ha colpito anche i loro accessori di vetro e formano una piramide umana per consentire la fuga di Rebecca attraverso la finestra sopraelevata della loro cella usando un po' di schiuma. Dopo essersi coperta con un telo la ragazza finisce in una stanza con Illega che la mette rapidamente all'angolo, ma Shiki li trova e attacca violentemente il rospo fino a quando Pino non calma il ragazzo usando il suo EMP per disattivare il suo Ether Gear; l'EMP sblocca anche la cella delle B-Cuber, permettendo loro di vestirsi con i costumi della collezione di Illega. Jinn individua Shiki, che lo respinge mentre Pino conduce le B-Cuber in salvo. A bordo della Edens Zero, Witch rileva che il Cronofago si sta avvicinando a Guilst. |                   |                  |
| 11 | Sister Ivry 「シスター・イヴリィ」 - Shisutā Ivurii | 20 giugno 2021    | 26 agosto 2021   |
| 11 | Jinn viene avvicinato da Sister e Ganoff durante la sua battaglia con Shiki, così quest'ultimo decide di sfidarli tutti e tre contemporaneamente. Intanto, un'altra Sister viene trovata prigioniera sotto il quartier generale dei Rogue Out da Homura, che convince Wise a usare i suoi poteri per liberarla. Dopo che Shiki ha sconfitto il trio dei Rogue Out, il loro capo viene smascherata dalla seconda Sister come un'impostora che l'ha tenuta imprigionata per dieci anni per rubare i suoi poteri di guarigione. Così Sister sconfigge vendicativamente la sua finta copia e fa rivivere le vittime pietrificate di Illega prima di unirsi al gruppo di Shiki per poi fuggire da Guilst, che è nel mezzo di un'evacuazione planetaria dal Cronofago; il gruppo lascia inconsapevolmente l'impostora nelle mani di Jinn, che la uccide, accusandola di aver falsamente promesso di salvare sua sorella minore, Kleene. In contemporanea, mentre Rebecca cercava una B-Cuber di nome Copa rimasta indietro durante la loro fuga la trova nelle mani del rospo. Illega approfitta della situazione e usa Copa come ostaggio per forzare la resa di Rebecca, ma la ragazza lo sottomette con la pistola del criminale mentre questi viene distratto dalla notizia riguardante il Cronografo. Per assistere in quel momento al risveglio delle sue vittime, Rebecca consente loro di evacuare con le altre B-Cuber mentre aspetta Shiki, a cui sono rimasti solo dieci minuti per tornare indietro prima dell'arrivo del Cronografo.                            |                   |                  |
| 12 | Nuove amicizie 「新たな仲間たち」 - Arata na nakama-tachi | 27 giugno 2021    | 26 agosto 2021   |
| 12 | L'avvicinarsi del Cronografo fa sì che l'albero gigantesco di Guilst, Mechdrasil, cresca e distrugga la città, impedendo alla Edens Zero di atterrare. Dopo aver salvato Rebecca e Pino, Shiki usa la sua gravità per far cadere il gruppo direttamente sulla nave e fuggire prima che il Cronografo consumi 1.200 anni del tempo di Guilst, uccidendo innumerevoli persone e ripristinando la natura incontaminata del pianeta; tra coloro che fuggono c'è anche Drakken Joe dell'Oración Seis Galáctica, un gruppo di fuorilegge intergalattici. Mentre discute con l'equipaggio della posizione delle altre Stelle Luminose, Homura si rivela un'allieva di una di queste, Valkyrie Yuna, che stava cercando da tempo. Homura e Wise vengono accettati come membri permanenti dell'equipaggio, così come un Mosco riparato e riprogrammato, che si scopre essere uno dei membri originali della nave. Prima che l'equipaggio riprenda la ricerca, viene contattato dalla segretaria della Shooting Starlight, Clarisse Leiya, che sconsiglia loro di non tornare per un po' a Blue Garden in quanto Rebecca è diventata una piccola celebrità grazie alle altre B-Cuber che promuovono con gratitudine il suo canale per il suo eroismo e questo rallenterà la loro missione, così l'equipaggio opta per seguire l'intuizione di Sister, ovvero di andare a vedere il monumento Iron Hill in orbita attorno al loro pianeta, e qui trovano un'altra delle 4 Stelle Luminose, Hermit Milon.                                                                          |                   |                  |
| 13 | Il pianeta ultra virtuale 「超仮想惑星」 - Chōkasō wakusei | 4 luglio 2021     | 24 novembre 2021 |
| 13 | L'equipaggio della Edens Zero scopre che Hermit è in uno stato catatonico causato da un trauma psicologico. Ispirata dal suggerimento di Shiki di entrare nel suo corpo per riparare il suo "cuore", Witch determina che la mente di Hermit è isolata all'interno del pianeta Digitalis, uno spazio virtuale e un server per il MMORPG chiamato Rogue Fantasia. Shiki e la sua squadra entrano nel gioco caricando la loro coscienza in avatar digitali: Rebecca in una ragazza gatto, Happy come sé stesso, Pino come un umana, Weis come donna, Homura un ragazzo e Shiki dopo diversi tentativi in un selvaggio, tenendo conto quando spiegatogli da Witch, ovvero che qualsiasi ferita e morte che subiranno nel mondo virtuale si rifletterà sui loro corpi fisici. Interrogando i personaggi non giocanti senzienti (PNG), la squadra apprende da un amichevole boss evento che Hermit vive in isolamento vicino a una città che è stata attaccata da Jamilov, un giocatore noto per aver ucciso svariati PNG e altri giocatori senza essere mai stato bandito dal gioco. La squadra arriva al massacro e incontra Jamilov, che vanta la sua affiliazione con Drakken Joe. Nel frattempo, Hermit rimugina sui suoi sentimenti verso gli esseri umani, affermando che non hanno un cuore. |                   |                  |
| 14 | La ragazza sulla collina 「丘の上の少女」 - Oka no ue no shōjo | 11 luglio 2021    | 24 novembre 2021 |
| 14 | Shiki decide di attaccare Jamilov per vendicare le vittime del massacro, ma il suo avversario si dimostra invincibile. Successivamente Jamilov si disconnette dal gioco per partecipare a un incontro con Drakken, nel mentre la squadra di Shiki raggiunge Hermit e prova a persuaderla a ricongiungersi all'equipaggio, ma lei li respinge per via dell'odio che prova verso gli umani. Tornando in città, il gruppo assiste all'imminente assedio di alcuni mostri nemici riprogrammati da Jamilov per uccidere i PNG sopravvissuti. Mentre Shiki salva Hermit dalle creature, i suoi compagni vengono assistiti dal boss dell'evento nel proteggere la città. Homura inaspettatamente decide di allearsi con Jamilov, con l'intenzione di unirsi ai ranghi di Drakken e tradisce i suoi amici e ferisce Shiki tornato con Hermit, mentre cerca di difendere una bambina PNG, ma dinanzi a loro compare una seconda Homura con un avatar diverso (cioè sé stessa) che salva Shiki dall'esercito di mostri. |                   |                  |
| 15 | Il grande kaiju Shiki 「大怪獣シキ」 - Daikaijū Shiki | 18 luglio 2021    | 24 novembre 2021 |
| 15 | Homura la traditrice si rivela essere Amira, una spia mutaforma dell'Alleanza Interstellare Poliziesca che sta indagando su Drakken, e fugge dopo aver fallito nell'uccidere la vera Homura, in realtà rinchiusa una volta entrata nel gioco e evasa con l'attuale attacco. Nel frattempo, Shiki rimane incapace di fare del male a Jamilov, che usa dei trucchi per ottenere diversi vantaggi nel gioco. Hermit aiuta a malincuore Shiki eseguendo i suoi trucchi su di lui per contrastare quelli di Jamilov, usando l'account del volenteroso Wise per evitare di essere bannata. Spinto dalla frustrazione, Jamilov inserisce un codice per computer che inizia a cancellare il mondo di gioco e i suoi personaggi, ma Shiki riesce a sopraffarlo impiegando le sue abilità superiori nel mondo reale, così Hermit accede all'account di Jamilov e annulla il codice prima di essere bandita. Hermit esce a malincuore dal gioco con il resto della squadra di Shiki, ma si rifiuta ancora di ricongiungersi definitivamente all'equipaggio. Dopo che Hermit si è isolata all'interno della fabbrica di vestiti della Edens Zero, i sistemi informatici della nave vengono violati da Spider l'identità reale di Jamilov, che ottiene il pieno controllo della nave. |                   |                  |
| 16 | Fuochi d'artificio 「花火」 - Hanabi | 25 luglio 2021    | 24 novembre 2021 |
| 16 | Spider inizia a distruggere la Edens Zero dall'interno, con la sola Hermit in grado di ripristinare i sistemi di sicurezza della nave. Tuttavia, Hermit desidera che l'equipaggio evacui senza di lei, riflettendo sugli eventi che l'hanno alienata nei confronti degli esseri umani quindici anni prima. In un flashback ambientato sul pianeta Newton, Hermit cerca di fare amicizia con l'umano Dr. Müller e il suo team di ricerca, che lo aiutava nello sviluppo di una macchina per fornire energia ai robot morenti sul vicino pianeta Hook. Tuttavia la ragazza rimane inorridita nel vedere che l'energia della macchina serviva a cancellare Hook insieme ai suoi abitanti robotici mentre Müller e gli altri festeggiano, rivelando che avevano progettato il disastro come un atto di disprezzo verso i robot. Müller condusse esperimenti e torture su Hermit per i due anni successivi fino a quando e lui e il suo gruppo non vennero arrestati, lasciando Hermit emotivamente distrutta fino a prendere le distanze da ogni singolo contatto umano. Nel presente, Shiki e la sua squadra si rifiutano di abbandonare Hermit nonostante le proteste di quest'ultima, il che la porta a rendersi conto che desiderava ancora fare amicizia con gli umani nonostante la sua sfiducia nei loro confronti. Incoraggiata da Shiki a fidarsi di sé stessa, Hermit sceglie di essere loro amica e salva la nave, umiliando Spider e riacquistando l'allegria di un tempo.                                                                                     |                   |                  |
| 17 | Il tempio della conoscenza 「知識の宮殿」 - Chishiki no kyūden | 1º agosto 2021    | 24 novembre 2021 |
| 17 | Spider cerca Drakken Joe per vendicarsi dell'equipaggio della Edens Zero, ma Drakken, non riconoscendolo, lo fa giustiziare per la sua incompetenza. Vedendo la Edens Zero come un mezzo per recuperare la sua ricchezza perduta dopo la distruzione di Guilst, Drakken contatta Noah Glenfield, il maestro della gilda di Shooting Starlight, per ottenere delle informazioni sulla nave. Nel frattempo, i membri della nave iniziano ad essere sospettosi nei confronti di Noah per via del suo legame con gli eventi di Guilst, così decidono di consultare l'onnisciente chiromante Xiaomei sul pianeta Mildian per scoprire dove si trovi Valkyrie. Nel frattempo trascorrono il viaggio a modellare dei costumi nella fabbrica di vestiti della nave come parte del favore che Homura doveva a Wise. Desiderando un compenso per la sua conoscenza, Xiaomei manda il gruppo di Shiki in un colosseo all'interno del suo tempio. |                   |                  |
| 18 | Le parole ti daranno la forza 「言葉は強さを与える」 - Kotoba wa tsuyosa o ataeru | 8 agosto 2021     | 24 novembre 2021 |
| 18 | Xiaomei sfida l'equipaggio della Edens Zero a una serie di duelli per assecondare la sua brama di guardare le battaglie, poiché ha limitato i suoi poteri per impedirsi di prevederne gli esiti. Dopo che Shiki ha sconfitto immediatamente con un solo pugno il primo avversario, un guerriero metallico, Xiaomei sceglie ciascuno dei suoi amici per partecipare alle restanti battaglie: Rebecca vince il secondo match contro un pugile che utilizza un campo di forza resistente ai proiettili, che bypassa facilmente con un normale calcio; nel terzo match, Wise sfrutta una scappatoia nelle regole per usare l'EMP di Pino contro il suo avversario, un utilizzatore di Ether Gear con velocità sovrumana. Per la battaglia finale, Homura si scontra con una replica di Valkyrie, che sconfigge in duello e scopre che quest'ultima è in realtà un robot da addestramento programmato da Xiaomei per recitare la parte. Soddisfatto, Xiaomei rivela che la vera Valkyrie si trova sul pianeta Sun Jewel e avverte l'equipaggio di futuri scontri contro altri che cercano Madre. |                   |                  |
| 19 | Dal pianeta dell'eternità 「永永無窮の星より」 - Eiei mukyū no hoshi yori | 15 agosto 2021    | 24 novembre 2021 |
| 19 | L'equipaggio si prepara ad affrontare un viaggio di tre giorni verso Sun Jewel, con l'intenzione di evitare un pericoloso campo di detriti vicino al pianeta. Poco dopo lo sbarco, salvano un naufrago spaziale che trovano alla deriva tra un banco di pesci cosmici del Cosmo Aoi, che si presenta come capitano Connor. Il gruppo cerca di tollerare le cattive maniere e il comportamento invadente di Connor, ma quando lo catturano mentre inizia a pilotare la nave senza permesso, scoprono che gli ha già fatto attraversare in piena sicurezza il campo di detriti fino a raggiungere Sun Jewel in un solo giorno. Con riluttanza gli viene permesso di rimanere a bordo della nave, e Connor nasconde la sua reale identità di capitano della Edens One. Mentre indagano su Sun Jewel, Shiki e Homura sventano una rapina in un casinò, che porta i ladri a essere giustiziati pubblicamente dalla governante del pianeta, Madame Kurenai, facendo uso di un satellite laser chiamato Satellite Blaze. Tuttavia sia Shiki che Homura vengono bollati come criminali dagli emissari robotici di Kurenai, in quanto hanno fatto uso della violenza sui delinquenti, e così i robot iniziano a sparargli contro usando lo stesso laser visto in precedenza. |                   |                  |
| 20 | Gli Stone 「鉱石生命体」 - Sutōnzu | 29 agosto 2021    | 24 novembre 2021 |
| 20 | Shiki e Homura vengono trasportati nel distretto lavorativo di Sun Jewel, dove i poveri vengono condannati a raccogliere metalli preziosi da creature mostruose chiamate Stones. I due entrano rapidamente in conflitto con il direttore del distretto Garrot, uno degli esecutori di Madame Kurenai, che porta via Homura. Mentre gli altri lavoratori sono troppo intimiditi per sfidare Garrot, Shiki ignora le sue minacce di ritorsione e lo affronta personalmente. Nel frattempo, Labilia si avvicina a Rebecca con l'offerta di condurla al distretto lavorativo in cambio di una collaborazione video. Tuttavia, il video si rivela essere uno scherzo malizioso su Rebecca e Labilia rinnega immediatamente la sua promessa dopo averla umiliata. Rebecca in compenso ottiene la simpatia di Nino, un collega B-Cuber, che si offre discretamente di guidarla presso il distretto. |                   |                  |
| 21 | Ripartenza 「リセット」 - Risetto | 5 settembre 2021  | 24 novembre 2021 |
| 21 | Nino si rivela a Rebecca come un riluttante agente di Madame Kurenai, che spiega che questa è interessata alla Edens Zero e lo ha mandato a catturare il gruppo di Rebecca. Ricevendo l'autorizzazione di Nino per entrare nel distretto lavorativo, il gruppo di Rebecca incontra un discepolo di Valkyrie di nome Paul, che possiede un B-Cube che dettaglia le ragioni della presenza di Valkyrie su Sun Jewel, ma è riluttante a darlo a Homura. Nel frattempo, Shiki e Homura apprendono da Garrot che Valkyrie è rinomata nel distretto lavorativo, ma lui si rifiuta di aiutarli e li porta nella tana di Black Rock, uno Stone praticamente indistruttibile. Sotto la guida di Paul, il gruppo di Rebecca si riunisce con Shiki e Homura e li aiuta a sconfiggere Black Rock, che soddisfa la quota di metalli mostrata sui loro collari da schiavo, solo affinché le loro quote vengano immediatamente ripristinate. Convinto della determinazione di Homura, Paul usa il suo Ether Gear basato sul furto per rimuovere i collari e le dà il B-Cube. Kurenai, che ha saputo di una rivolta tra i seguaci di Valkyrie, decide di usare il suo satellite per distruggere il distretto lavorativo. |                   |                  |
| 22 | Mia madre, la macchina 「機械の母」 - Kikai no haha | 12 settembre 2021 | 24 novembre 2021 |
| 22 | In un flashback di dieci anni nel passato, Valkyrie alleva Homura orfana sul pianeta Oedo, i cui nativi disapprovano le macchine e le relazioni non di sangue. Cinque anni dopo l'addestramento di Homura, questa viene formalmente rimproverata per aver attaccato il figlio bigotto di un funzionario locale in difesa di Valkyrie, quest'ultima si convince a trovare la madre biologica di Homura, ovvero Kurenai, che ha lasciato sua figlia per guadagnare denaro. Guidata da Xiaomei, Valkyrie libera Kurenai dalla schiavitù nel distretto lavorativo di Sun Jewel e prende il suo posto in modo che Kurenai possa riunirsi con Homura. Due anni dopo, Valkyrie è mortificata nell'apprendere che Kurenai è rimasta su Sun Jewel e ha spodestato il precedente sovrano del pianeta per indulgere nella sua ossessione per la ricchezza e il potere. Quando Kurenai chiama un'orda di Stones ad attaccare il distretto, Valkyrie uccide da sola i mostri per proteggere gli altri lavoratori, ma finisce per morire. Tornando al presente, dopo aver appreso di questi eventi dal B-Cube di Paul, Homura trova i resti della sua maestra ed è devastata quando Pino conferma che non si poteva fare più nulla per Valkyrie. Shiki consola Homura e la lascia addolorata mentre affronta Kurenai, decidendo di soddisfare l'ultimo desiderio di Valkyrie e consente ad Homura di scegliere del destino di sua madre. |                   |                  |
| 23 | Fino al giorno in cui diventerà una forza 「いつか強さに変わるまで」 - Itsuka tsuyosa ni kawaru made | 19 settembre 2021 | 24 novembre 2021 |
| 23 | Mentre Shiki combatte contro le forze di Madame Kurenai, Drakken Joe hackera il Satellite Blaze e si prepara a prendere la Edens Zero con la forza. Kurenai ordina così a Garrot, Nino e al loro compagno Baku di porre fine alla rivolta nel distretto lavorativo mentre affronta Shiki con il Kurenai Dragoon, un Knight Gear resistente agli attacchi gravitazionali del suo avversario. Nel frattempo, Rebecca si unisce alla battaglia senza Homura per permettere a quest'ultima di superare la morte di Valkyrie. Rebecca viene protetta dagli attacchi di Baku da Wise, il quale ha assunto l'aspetto del suo alter ego supereroistico chiamato "Arsenal" grazie ad una tuta meccanica di sua invenzione che è in grado di modificare il suo Ether Gear. Alla fine Wise sconfigge Baku prima di esaurire l'energia della sua tuta, che svanisce e lo lascia completamente nudo. |                   |                  |
| 24 | Prendere il testimone 「意志を継ぐ者」 - Ishi o tsugu mono | 26 settembre 2021 | 24 novembre 2021 |
| 24 | Shiki usa i suoi poteri per danneggiare il Dragoon Kurenai, spostando il combattimento nel distretto lavorativo. Nel medesimo luogo, Rebecca è costretta a combattere Nino quando intrappola il suo gruppo mentre stavano recuperando alcuni rifornimenti. Quando Nino sconfigge Rebecca, fa diversi parallelismi tra le battaglie dell'equipaggio su Sun Jewel e Mildian, il che gli ha permesso di sviluppare il suo Ether Gear. Il potere di Rebecca riavvolge il tempo fino al momento prima della sua sconfitta, permettendole di sottomettere Nino; così decide di chiamare il suo Ether Gear Leaper dopo aver notato che la sua velocità è stata appena migliorata, ma rimane ignara del suo vero potere. Nel frattempo, Homura nota lo scontro circostante e tenta di unirsi ai suoi alleati, ma rimane paralizzata a causa dell'effetto a scoppio ritardato della frusta di Garrot. Lasciata alla mercé di Garrot, Homura usa la sua tecnica definitiva di Ether Gear per scagliare in aria la spada di Valkyrie, impalando Garrot dall'alto dopo aver evitato il suo attacco. Dopo essersi ripresa, si riunisce con il gruppo di Rebecca, ringraziando i suoi amici per averla aiutata a superare il suo dolore. |                   |                  |
| 25 | Qualcuno da amare 「愛する者」 - Aisuru mono | 3 ottobre 2021    | 24 novembre 2021 |
| 25 | Shiki combina i suoi poteri con i missili del Dragoon Kurenai per distruggere il mech e riesce così a catturare Kurenai. Dopo che Nino ha disattivato l'esercito di robot di quest'ultima, Shiki e Paul chiedono ad Homura quale punizione impartire a Kurenai. Kurenai finge di provare compassione per Homura per ottenere il suo perdono, ma quando Homura mette alla prova la sua onestà mostrandole una bambola che Kurenai le aveva regalato una volta come pegno affettivo, Kurenai non riesce a riconoscerla. Rendendosi conto del disinteresse di Kurenai per lei, Homura riconosce Valkyrie come sua madre ed esilia Kurenai, che viene aggredita e fatta prigioniera da un uomo vendicativo precedentemente sfigurato da lei. La squadra di Shiki lascia Valkyrie custodita su Sun Jewel e torna alla Edens Zero, la quale ha eluso Drakken, per informare l'equipaggio del destino di Valkyrie. Witch e Sister discutono sull'inutilità di ricreare Valkyrie, con Shiki che esorta l'equipaggio ad accettare la sua morte. Dopo essersi messa d'accordo con Shiki, Homura si offre di sostituire il ruolo di Valkyrie all'interno delle 4 Stelle Luminose. Gli androidi accolgono così Homura e piangono Valkyrie prima di continuare il loro viaggio, inseguiti da Drakken. |                   |                  |

### Seconda stagione
| Nº   | Titolo italiano Giapponese 「Kanji」 - Rōmaji | In onda           | In onda        |
| Nº   | Titolo italiano Giapponese 「Kanji」 - Rōmaji | Giapponese        | Italiano       |
| 25.5 | Digest 「「EDENS ZERO」第1期【総集編】」 - Edenzu Zero: Dai-ikki (sōshūhen) | 1º aprile 2023    | 3 gennaio 2024 |
| 25.5 | Episodio riassuntivo degli eventi della prima stagione narrato da Shiki e Pino. |                   |                |
| 26   | Belial Gore 「ベリアル・ゴア」 - Beriaru Goa | 1º aprile 2023    | 3 gennaio 2024 |
| 26   | Rebecca sviene nel bagno della Edens Zero e fa un sogno dove vede una battaglia contro dei robot, Shiki che ha diversi anni in più mentre Happy è morto. Al risveglio nell'infermeria della nave, Rebecca scopre che Shiki ha condotto Wise, Pino e Homura a bordo della fortezza spaziale Belial Gore per indagare sul suo leader, Drakken Joe, che ha inseguito la loro nave. La squadra di Shiki incontra una versione anziana del loro nemico Sibir della linea temporale attuale, dove ora lavora come barista a bordo della Belial Gore. Sibir ricontatta brevemente con Wise, il suo ex amico, ma inavvertitamente terrorizza Pino, che teme ancora il suo alter ego. Prima che possano riprendere le loro indagini, Drakken espone pubblicamente la presenza della squadra a bordo della sua nave, intrappolandoli e inviando i suoi tre tirapiedi personali: Maria Slime e i droidi Seth e Diego a fare irruzione sulla Edens Zero. |                   |                |
| 27   | Element 4 「エレメント4」 - Eremento Fō | 8 aprile 2023     | 3 gennaio 2024 |
| 27   | Witch sconfigge i sicari inviati da Drakken, usando il suo potere Ether di cambiare elementi naturali a piacimento, i cui due membri androidi sembrano autodistruggersi mentre la sopravvissuta, Maria Slime, viene tenuta prigioniera per poi essere sottoposta a un interrogatorio. A questo punto, Drakken invia le sue forze speciali, gli Element 4, e fa rivoltare i passeggeri della Belial Gore contro la squadra di Shiki offrendo una ricompensa per la loro cattura. La squadra tenta di celare la propria identità con un'app di travestimento olografico inventata da Wise, ma viene trovata comunque da uno degli Element 4, Laguna Husert, il cui Ether Gear trasforma le persone in acqua quando versano lacrime. Usando vari metodi per costringerli a piangere, Laguna liquefa la maggior parte del gruppo tranne Wise, che usa la sua app per fingere di soccombere alle sue tattiche e poi indossa i panni del suo alter ego Arsenal per combattere contro Laguna. |                   |                |
| 28   | Il vento soffia per il Sakura Cosmos 「桜宇宙に吹く風」 - Sakura Kosumosu ni fuku kaze | 15 aprile 2023    | 3 gennaio 2024 |
| 28   | Wise sconfigge Laguna con l'assistenza remota di Hermit, riportando i suoi compagni liquefatti alla normalità, ma viene colpito da Fie, il cecchino degli Element 4 che usa l'elemento fuoco. Sibir aiuta il gruppo a sfuggire dalle grinfie di Fie e li ospita nel suo bar, dove chiedono cure mediche per Wise, rimasto ferito in precedenza. Mentre Sister si occupa di interrogare Maria, Rebecca e Happy vengono inviati a consegnare un farmaco creato con l'Ether di Sister. Tuttavia durante il viaggio nello spazio vengono intercettati da Sylph, l'utilizzatrice dell'elemento vento degli Element 4, ma Rebecca la educa incanalando la velocità del suo Ether Gear Leaper nel suo caccia stellare. Nonostante ciò, Sylph li segue fino alla zona di accesso rifornimento materiali della Belial Gore e li intrappola all'interno di una prigione antivento. |                   |                |
| 29   | Numero 29 「29号」 - Nijūkyū-gō | 22 aprile 2023    | 3 gennaio 2024 |
| 29   | Non potendo fuggire dalla prigione antivento di Sylph, Rebecca avvisa la squadra di Shiki di essere stata catturata. Nel frattempo il resto del gruppo trova il farmaco di Wise nella zona di accesso rifornimento materiali, dove vengono attaccati da Sylph e dal suo assistente Jinn (rivale di Shiki), e scoprono che Sylph in realtà si chiama Kleene Rutherford e che i due sono fratelli. Jinn ha la meglio su Shiki dopo essere entrato nello stato di Overdrive, invece Kleene mette alle strette Homura mentre questa fugge con il farmaco. Intanto, Rebecca viene portata da Drakken, che spiega che stava inseguendo la Edens Zero per reclutarla nel suo equipaggio e rivela di avere ottenuto tali informazioni da Noah Glenfield, il maestro della gilda, che li ha traditi, e si rivolge a Rebecca come "Numero 29". In seguito, Drakken mostra a Rebecca la sua compagna di gilda Labilia Christy rinchiusa all'interno di una cella, poi intrappola anche Rebecca e le lascia entrambe sotto la custodia di Daichi, l'utilizzatore dell'elemento terra degli Element 4 nonché aggressore di Labilia. |                   |                |
| 30   | Mediazione 「仲裁」 - Chūsai | 29 aprile 2023    | 3 gennaio 2024 |
| 30   | Laguna trasforma Rebecca in acqua per impedire a Daichi di torturarla con il suo Ether Gear mentre Homura e Wise vengono catturati da Kleene e Fie, poi quest'ultimo uccide Sibir per aver ospitato l'equipaggio a bordo della nave. Shiki entra nello stato di Overdrive per battersi alla pari con Jinn, ma interviene Drakken, che afferma che le loro forme di Overdrive non sono "autentiche", poi usa l'alchimia del suo Ether Gear per tramutare Shiki in pietra. In seguito Drakken porta i suoi quattro compagni di squadra in un sottopassaggio per vendicarsi della loro infiltrazione, distrugge la medicina di Wise e vende Happy e Pino a un rigattiere, e ciò costringe Rebecca a unirsi a lui per salvare i suoi amici. A questo punto Drakken fa tagliare una delle braccia di Wise e rivela che Diego e Seth, hanno simulato la loro distruzione, uno rendendosi invisibile e l'altro è entrato come virus nei sistemi della nave e disabilitato le 4 Stelle Luminose, sequestrando la Edens Zero. Mentre i suoi amici sono terrorizzati e sottomessi, Shiki promette che un giorno sconfiggerà Drakken, ma viene colpito alla testa e ucciso da quest'ultimo. |                   |                |
| 31   | Il nostro futuro 「オレたちの未来」 - Ore-tachi no mirai | 6 maggio 2023     | 3 gennaio 2024 |
| 31   | Nella settima successiva alla morte di Shiki, Drakken intende estrarre Cat Leaper a Rebecca, una volta che questo si sarà completamente attivato. Mentre la ragazza fa la doccia, capisce che il suo potere non è la velocità e si ritrova fra le lacrime a desiderare di rivedere i suoi amici, il suo Ether Gear la fa finire improvvisamente nel letto dell'infermeria a bordo della Edens Zero, dove scopre che Shiki è vivo, il resto dell'equipaggio è illeso, inoltre è stata trovata svenuta nella vasca della nave e nota che è tornata alla settimana precedente. Rebecca crede che sia stato solo un sogno, ma dopo aver appreso e aver impedito ai suoi amici di sbarcare sulla Belial Gore come nella volta precedente, diventa evidente all'equipaggio che ha fatto un salto nel passato con il suo Ether Gear. Usando la conoscenza del futuro di Rebecca, l'equipaggio ostacola l'infiltrazione di Maria e della sua squadra (chiudendoli in capsule che lanciano nello spazio, dopo che Witch li sconfigge nuovamente) e fa schiantare direttamente l'Edens Zero sulla Belial Gore per salvare Labilia, che è ancora prigioniera. Drakken intanto si prepara furiosamente a uccidere l'equipaggio della Edens Zero tranne Rebecca, che chiama "Numero 30". |                   |                |
| 32   | 4 contro 4 「4 VS 4」 | 13 maggio 2023    | 3 gennaio 2024 |
| 32   | Dopo aver fatto atterrare la nave su Belial, le 4 Stelle Luminose affrontano gli Element 4 (che grazie a Rebecca conoscono i loro poteri), consentendo agli altri di raggiungere Labilia tramite l'Aqua Wing. Giunti davanti al palazzo di Drakken appare Noah che si rivela un ologramma e rivela di essere consapevole del salto temporale di Rebecca tramite il suo Ether Gear di osservazione chiamato "Eye of God", spiegando che la sua designazione numerica si basa sulla quantità di linee temporali alternative nate dai salti temporali che ha creato inconsciamente sin dall'incidente stradale della sua infanzia (che trasformò Happy in un robot, mentre lei si salvò) e che la sua vera intenzione è quella di sconfiggere Drakken usando il potere di Rebecca. Noah rivela anche che probabilmente Drakken è un non-morto e che utilizza una macchina di supporto vitale per mantenere la sua giovinezza, ma di stare attenti perché stavolta può estrarre Leaper, in quanto la ragazza l'ha attivato di sua iniziativa, ma il suo segnale di trasmissione viene interrotto prima che possa elaborare il punto debole del nemico. Hermit affronta Fie, che sfuggitogli raggiunge il suo arsenale, ma l'hacker localizzandolo dal calore emanato dal suo Ether lo scopre e manomette le sue armi rivoltandogliele contro (anche se le arma con proiettili stordenti) e lo sbeffeggia sul fatto di non essere portato per essere un cecchino. |                   |                |
| 33   | La spada della Edens 「エデンズの剣」 - Edenzu no tsurugi | 20 maggio 2023    | 3 gennaio 2024 |
| 33   | Mentre il gruppo di Shiki raggiunge Labilia, che stranamente non è torturata, vengono raggiunti dal vecchio Sibir che dagli schermi ha riconosciuto Wise, Sister sconfigge Daichi dopo aver annullato le sue radici e averlo sovraccaricato col suo potere curativo. Sibir conduce il gruppo in un magazzino senza telecamere, qui Wise è sorpreso dal suo aiuto, ma l'anziano racconta cosa accade 50 anni fa, il giorno che Wise nella linea temporale alternativa lo tradì rubando una valigetta piena di soldi (invece che Pino) destinata a DJ Zombie, questi catturò Wise e gli amputò il braccio destro come punizione, ma l'incidente lo rese una persona migliore e divenne l'anziano professore che Rebecca conosce, inoltre i due fecero la pace. Intanto Homura affronta Sylph, riuscendo a neutralizzare il suo vento, la ragazzina improvvisamente inizia a avere paura e lo strano dispositivo che ha tra i capelli ne annulla le emozioni, ma la spadaccina riesce lo stesso a sconfiggerla. Sibir rivela che Drakken è DJ Zombie e in realtà non invecchia grazie alla sua macchina di supporto vitale. Witch sconfigge Laguna riconoscendolo come un attore scomparso e gli chiede perché si è unito a Drakken, non ottenendo risposta. Drakken uscito dalla sua macchina di supporto che l'ha rigenerato, capisce da come si sta comportando il gruppo di Shiki che stanno rivivendo tutto grazie al Leaper. Rebecca capisce che il corpo di Drakken è al limite per questo gli serve il suo potere, Sibir gli dice che anche se distruggono la macchina non basterebbe a fermarlo e non sa dove si trovi, improvvisamente Labilia si offre di aiutarli e rivela di essere Amira dell'Alleanza Interstellare Poliziesca. |                   |                |
| 34   | Shiki contro Drakken 「シキ vs ドラッケン」 - Shiki vs Dorakken | 27 maggio 2023    | 3 gennaio 2024 |
| 34   | Amira rivela che ha messo al sicuro la vera Labilia nel nightclub dove Homura ha combattuto contro Kleene. Drakken scopre il gruppo grazie al loro Ether e intende usarlo per catturare Rebecca, dopo aver trasformato il pavimento, ma Shiki manda via i suoi amici mentre affronta Drakken. La squadra trova la macchina di supporto vitale sorvegliata da Jinn, che cede quando Amira spiega che il macchinario assorbe (anche se in maniera debole) la forza vitale di tutti gli abitanti di Belial, tra cui Kleene, arrivando quasi al punto di ucciderli (vero motivo per cui il boss non uccide nessuno). Wise si infuria e se ne va, inseguito da Rebecca e Happy, andando contro le richieste di Amira di invertire gli effetti del macchinario e indebolire Drakken. Hermit si offre di riprogrammare la macchina una volta che il suo dispositivo di sicurezza sarà distrutto, che viene distrutto da Jinn dopo che Sister promette di curare Kleene dalla sua malattia. Nel frattempo, Drakken entra in Overdrive e riesce quasi a trasformare Shiki in pietra, ma viene fermato da Wise, che accusa Drakken di aver ucciso una persona a lui importante. |                   |                |
| 35   | L'avvento del Re Demone 「魔王降臨」 - Maō kōrin | 3 giugno 2023     | 3 gennaio 2024 |
| 35   | Wise ricorda quando da bambino vide morire sua madre a Norma a causa di una misteriosa malattia che la faceva sentire sempre più debole, come diversi abitanti. Anni dopo litigo con Sibir accusandolo di aver rubato il ciondolo di sua madre, ma l'uomo negò, di conseguenza Wise ruppe la loro amicizia. Ora Drakken ha la meglio su Wise distruggendo Arsenal, ma Shiki lo salva. Improvvisamente il boss si indebolisce grazie a Hermit che ha invertito le funzioni della macchina, ma Drakken si trasforma in un mostro tentacolare senza controllo. Le Stelle Luminose scoprono che Drakken ha preso il controllo di Satellite Blaze e vuole usarlo per distruggere Blue Garden per vendicarsi di Noah. Intanto Rebecca e Happy raggiunti da Homura affrontano i tentacoli di Drakken che vogliono la prima. Il gruppo Amira si ritrova a fuggire e Sibir salva Pino prima che venga schiacciata dalle macerie, la robottina ancora spaventata ha uno strano ricordo. Shiki sta per essere giustiziato da Drakken nello stesso luogo e dalla stessa arma, ma prima che il proiettile lo colpisca i ricordi della linea 29 si sovrappongono risvegliando il suo Overdrive e ribalta la situazione, inoltre vede i ricordi di Drakken che nacque in una colonia dove i bambini venivano usati come cavie e avevano un'aspettativa di vita di 15 anni, ma lui voleva vivere di più per vedere altri mondi e persone e avere amici. Nel presente Shiki lancia il suo attacco finale, mentre le Stelle Luminose abbattono il satellite. |                   |                |
| 36   | Edens One 「Edens One」 | 10 giugno 2023    | 3 gennaio 2024 |
| 36   | Drakken sconfitto invecchia fino a diventare debole e indifeso, Wise vuole finirlo con la sua stessa pistola, ma Shiki lo convince a risparmiarlo, venendo raggiunti dagli altri. Wise prima di partire ha un'ultima discussione col vecchio Sibir, che gli restituisce il ciondolo: uno dei suoi subordinati lo rubò a Wise, poi DJ Zombie gli tagliò il braccio, ma quando Sibir volle restituirglielo, gli chiese invece di conservarlo, fino quando non sarebbe stato il momento, Kris e Kleene si uniscono temporaneamente all'equipaggio, fino a che Sister non avrà guarito la ragazzina e Labilia viene riportata a Blue Garden, ma durante il viaggio Rebecca scopre che nessuno ha mai conosciuto il capitano Connor e non l'hanno mai raccolto sulla nave: raggiunsero Sun Jewel senza incontrare ostacoli. A Shooting Starlight il gruppo incontra Noah che li ringrazia e rivela che in realtà è un membro dell'Intelligence dell'Alleanza Interstellare Poliziesca che ha arrestato Drakken e Belial diventerà una colonia spaziale, ma chiede di mantenere il segreto. Rebecca rimasta solo con lui gli rivela di Connor e se sa qualcosa del suo passato e dei suoi genitori, Noah non ha scoperto niente della ragazza neanche coi suoi occhi che funzionano solo in un determinato Cosmo, ma ritiene che ci sia un'altra persona con un potere simile al Leaper. Il gruppo decide di fare un passo a Granbell, per poi riprendere la ricerca di Madre. Intanto anche una misteriosa nave la Edens One con Connor come capitano si sta dirigendo sul pianeta. Raggiunto Granbell, l'equipaggio a parte Sister e Witch, trovano i vari robot spenti, Hermit esaminandone uno scopre che non c'era alcun virus, ma avevano organizzato tutto per far scappare Shiki sull'unica nave atterrata dopo anni, in quanto il loro Ether si stava esaurendo. Mentre Shiki piange per i suoi amici improvvisamente appare Ziggy funzionante.                                                    |                   |                |
| 37   | Scontro nello spazio 「激闘の宇宙」 - Gekitō no sora | 17 giugno 2023    | 3 gennaio 2024 |
| 37   | La felicità di Shiki nel rivedere il nonno si interrompe quando questi usa la sua gravità contro il gruppo e il regno. Ziggy dichiara guerra agli umani, contrariamente a quanto ha sempre detto e dal cielo appare la Edens One la sua nave e ordina a Pino di raggiungerlo. La robottina inizia a camminare verso di lui, ma Shiki le ricorda che ha un cuore e sceglie i suoi amici. Il gruppo è salvato dalla Edens Zero, che li carica a bordo mentre Ziggy sale sulla One, da una comunicazione video scoprono che la Zero è solo un prototipo e la One quella aggiornata insieme alle 4 Stelle Oscure le controparti maschili delle Stelle Luminose, quattro droidi che Ziggy presenta assieme a Connor l'unico membro umano della ciurma e capitano, contrario inizialmente a attaccare una nave con donne e ragazzi. La One attacca, mettendo la Zero in difficoltà anche quando una delle Stelle Oscure abbatte alcuni droni della Zero coi suoi poteri, ma improvvisamente alla battaglia si unisce la nave di Elsie Crimson. |                   |                |
| 38   | La donna chiamata pirata 「海賊と呼ばれ女」 - Kaizoku to yobare onna | 24 giugno 2023    | 3 gennaio 2024 |
| 38   | Con l'arrivo di Elsie, Ziggy ordina la ritirata. Salita sulla Edens Zero, Homura sfida la piratessa come allenamento, ma viene battuta facilmente. Elsie racconta che a 5 anni era una profuga di guerra che fu accolta da Ziggy, le 4 Stelle Luminose e uno Shiki neonato, quando rinunciarono alla ricerca di Madre, poi Ziggy scese col neonato su Granbell con una navetta e le affidò la nave con Witch da dare un giorno a Shiki. Elsie confessa che recentemente scese su Granbell, ridotto a un cimitero di robot, ma il corpo di Ziggy emanava un'energia oscura e lasciò un piccolo drone a sorvegliarlo, fino a ora (motivo del suo intervento) e la prima cosa che disse era trovare e distruggere Madre, quindi è diretto nel Cosmo esterno. Elsie torna sulla sua nave e Wise capisce che Ziggy tornato su Granbell, creò Pino e la fece partire con la navetta, ma aveva bisogno del vecchio Wise per delle riparazioni e si ritrovò invece nel Norma passato. La nave raggiunge Dragonfall e trovano diversi draghi sterminati e capiscono che è stata la One, la ciurma riesce lo stesso a passare e si ritrova nel Cosmo Aoi, fatto di acqua e pesci che nuotano nello spazio. Le Stelle Luminose sospettano di esserci già state, Hermit decide di provare a recuperare i diari di bordo e si ricordano che questo Cosmo è controllato dell'imperatore Poseidon Nero, uno Generali Galattici, dopo Elsie e Drakken. |                   |                |
| 39   | La mia amata Nadia 「我が最愛のナディア」 - Waga saiai no Nadia | 1º luglio 2023    | 3 gennaio 2024 |
| 39   | In una nave della AIP Justice coi suoi sottoposti Creed e Victory riflettono sugli eventi di Belial notando che Drakken è stato sconfitto da qualcuno con un Ether molto potente. Justice si incontra tramite comunicazione video con gli altri Oración Seis (gli opposti dei Generali Galattici), di cui è membro: Jaguar, Cure, Eraser, Feather e Holy, rivelando che Elsie è nel Cosmo Aoi e accetta di stanare la sua nemica. Shiki e co atterrano sul pianeta di fuoco Red Cave, che si rivela composto da spiagge e oceani, dopo una giornata in spiaggia, il gruppo tranne le Stelle Luminose, Kris e Kleene, si immerge con particolari dispostivi per respirare sott'acqua dopo aver visto qualcosa precipitare in mare e nelle profondità trovano i resti di un'astronave con dentro uno scheletro e una scritta 'La mia amata Nadia'. Il gruppo trova anche un antico tempio con raffigurata Madre e i resti di diversi robot, sfuggito a una piovra gigante, il gruppo entra nel tempio dove scopre esserci ossigeno e incontrano un droide femminile di nome Nadia. |                   |                |
| 40   | Una macchina capace di amare 「恋する機械」 - Koisuru kikai | 8 luglio 2023     | 3 gennaio 2024 |
| 40   | Nadia si presenta come una sacerdotessa di Madre e racconta che il tempio custodiva una reliquia col Ether di quest'ultima rubata 200 anni fa e senza di essa tutti gli androidi del pianeta si spensero, lei si salvò grazie a Andrew un umano che la attaccò a un cavo di alimentazione, nel tempio da cui però non può uscire e le promise di tornare con la reliquia. I ragazzi capiscono che Andrew è il cadavere sulla navetta ma decidono di non parlare, Nadia continua rivelando che nel tempio si può raccogliere un indizio per raggiunge Madre, i ragazzi scendono nei sotterranei ma trovano un muro di fuoco che non riescono a superare, tramite Pino contattano gli altri e scoprono che Witch con la nave è andata a Blue Garden assieme ai fratelli Rutherford, avendo visto dalla robottina l'ostacolo. Nel tempio il gruppo scopre che anche Ziggy aveva cercato di superare l'ostacolo 15 anni prima, Witch arriva con Laguna e si scopre che i due hanno fatto un patto, dopo che la strega l'ha trovato a recitare tramite ologramma in un teatro, i ragazzi non si fidano di lui, ma Rebecca rivela che nells realtà alternativa dove era prigioniera di Drakken era l'unico a essere gentile con lei e decidono di crederle. Shiki combinando i suoi poteri, quelli di Witch e Laguna supera le fiamme e si ritrova in una stanza dove appare Madre e sente il suo Ether che entra nella sua collana per respirare sott'acqua e tornato dagli altri scoprono che possono usarla per trovare Madre. Witch racconta a Nadia di Andrew e lei esce dal tempio rompendo il suo cavo, ma nella navicella trovano la reliquia rubata che le consente di sopravvivere e risveglia gli altri robot, inoltre abbassa il livello del mare facendo emergere il tempio e le rovine. Nadia vede l'ultimo video di Andrew e piange di gioia, mentre la Zero lascia il pianeta, Rebecca spera un giorno che passi il Cronofago e riporti il pianeta a 200 anni fa, da farli tornare insieme. |                   |                |
| 41   | Vita da cani 「犬になる」 - Inu ni naru | 15 luglio 2023    | 3 gennaio 2024 |
| 41   | L'equipaggio scopre che l'Ether nella collana li sta guidando a un'altra reliquia legata a Madre. Wise non si fida ancora degli ex subordinati di Drakken, Kris dice che curata la sorella se ne andranno e Laguna per l'accordo con Witch o se trova un pianeta di suo gradimento. Intanto Elsie, sospetta che Ziggy voglia incontrare Nero e scopre che Justice li sta inseguendo e rivela a Jesse uno dei suoi che sa che è una spia dell'Alleanza e gli da la possibilità di restare o andarsene, rivelando che quello che ha raccolto finora era di poca importanza e decide di andarsene. Elsie decide di sbarcare su Foresta, il pianeta verde che è territorio neutrale. Sulla Zero Laguna rivela a Kris che il Cosmo Aoi è la sua patria, ma dove è anche un ricercato per questo si unì a Drakken. La reliquia porta la Zero a Foresta, Shiki, Rebecca, Wise, Homura, Happy e Pino sbarcano, ma arrivati in un centro abitato scoprono che le macchine trattano le persone come cani. Il gruppo viene trovato da Couchpo che si nasconde da una settimana impossibilitata a lasciare il pianeta, da quando apparve un filmato di Ziggy che ordinava ai robot di sottomettere gli umani. Il gruppo scopre che non può contattare la nave e si ritrova a difendersi quando vengono trovati da diversi robot. |                   |                |
| 42   | La battaglia di Foresta 「フォレスタの戦い」 - Foresuta no tatakai | 22 luglio 2023    | 3 gennaio 2024 |
| 42   | Sulla nave Sister visita Kleene e capisce che il problema è nella mente e decide di parlarne col fratello, non ottenendo nulla, ma la ragazzina confessa di trovarsi bene con tutti loro sulla Zero. Improvvisamente il radar rivela la presenza di droni da battaglia e in mancanza di Shiki e co, Kleene, Kris e Laguna salgono sui caccia per abbatterli. Intanto il gruppo di Shiki dopo essere fuggito, si imbatte in piccolo robot in fuga da umani che stanno distruggendo i suoi simili, rivelando che lui e altri non sono impazziti e non vogliono far del male a nessuno, non prima di venir distrutto da un uomo col bastone. Shiki lo interroga, ma questi dice che ritiene le macchine esseri inferiori e capendo che il gruppo gli è ostile usa il suo potere: una colla per immobilizzare tutti contro alberi e sta per distruggere Pino, ma Shiki sradica l'albero e in seguito libera gli altri. Giungono sul posto Orc e Britney, i compagni dello sconosciuto Mora, che paragonano i poteri di Shiki a un certo Shura. Ma altri droni bombardano la zona e tra le fiamme e il fumo si ritrovano divisi: Homura contro Mora, Rebecca, Happy e Pino contro Britney, Wise e Coupcho vengono contattati in extremis da Hermit, che ha bisogno del suo aiuto, per fermare il virus che ha infettato le macchine e che potrebbe infettare anche le Stelle Luminose. Shiki viene messo in difficoltà da Orc e il suo braccio robotico, questi rivela che lui e i suoi compagni sono la squadra Beast inviata da Nero per fermare la minaccia robot sul pianeta. |                   |                |
| 43   | Star Drain 「スタードレイン」 - Sutā Dorein | 29 luglio 2023    | 3 gennaio 2024 |
| 43   | Shiki attivando l'Overdrive sconfigge Orc, questi rivela che anche Shura ha i poteri della gravità, ma superiori ai suoi. Elsie e il suo equipaggio scesi sul pianeta, per gustare la cucina locale, vengono attaccati dai robot. La piratessa usa il potere Star Drain, che trasforma l'Ether del pianeta in un'armatura e li distrugge, venendo percepita da Justice. Homura si ritrova in difficoltà contro Mora, in quanto non può colpirlo e avendo capito che la spadaccina non sopporta il caldo dagli incendi che li circondano, le usa contro colla calda. Homura dopo averlo ricoperto di detriti e obbligandolo a annullare i suoi poteri riesce a sconfiggerlo, venendo soccorsa da Shiki. Wise tornato alla Zero, scopre che Hermit ha localizzato un satellite che rilascia il virus , ma deve disattivarlo e chiede aiuto al ragazzo. Rebecca non riesce a colpire Britney trasformatasi in una nube che conduce elettricità o può diventare corrosiva, costringendo la biondina alla fuga. |                   |                |
| 44   | Mia adorata ferraglia 「愛しいガラクタちゃん」 - Itoshii garakuta-chan | 5 agosto 2023     | 3 gennaio 2024 |
| 44   | Rebecca raggiunge un negozio del villaggio e decide di usare un aspirapolvere contro Britney che l'ha raggiunta, ma al elettrodomestico serve un codice, Pino glielo dice, ma è tardi perché vengono avvolti dalla nube corrosiva. Rebecca attiva involontariamente Leaper e torna a pochi minuti prima e sapendo il codice aspira Britney e la lancia lontano. La biondina capisce come funziona il suo potere, ma che può usarlo poche volte, dopo essersi sentita un attimo male. Wise accompagna Hermit al satellite, superate le difese grazie agli altri, una volta dentro la droide chiede al ragazzo di eliminarla se dovesse impazzire. I due scoprono che a guardia del computer principale, c'è il professor Muller trasformato in cyborg, l'uomo confessa di essere evaso, restando gravemente ferito e collabora con Ziggy, per avere cavie, stordisce allora Wise e immobilizza Hermit. Sulla Zero, Sister scopre che Kleene è nel panico. Shiki e Homura vengono trovati da tre tizi che si presentano come squadra Beast 1 e rivelano che Orc e i suoi sono la squadra 6, ma i tre vengono sconfitti da un attacco di Victory, dotato di un potere che lo ingigantisce e Creed li rimpicciolisce e li chiude in gabbie di Ether. Justice giunto anche lui riconosce l'Ether di Shiki e capendo che è amico di Elsie lo considera un nemico, Homura viene rimpicciolita da Creed, Shiki interviene, ma Justice blocca facilmente il suo attacco. |                   |                |
| 45   | Kiss & Die 「Kiss & Die」 | 12 agosto 2023    | 3 gennaio 2024 |
| 45   | Justice passato in modalità Overdrive mette Shiki alle strette, rivelando che come Elsie usa anche lui lo Star Drain e essendo un membro degli OS può giustiziare chi ritiene una minaccia anche su un pianeta neutrale come Foresta, ma viene fermato da Elsie, iniziando uno scontro devastante. Creed e Victory vengono bloccati da Gowen e Hyoga, i due vice della piratessa, che coi loro poteri rispettivamente di fuoco e ghiaccio riescono a tenergli testa. Mentre si combattono viene rivelato che Elsie e Justice, che lei che chiama James si conoscono e nel loro pianeta natale erano membri di due famiglie reali destinati a sposarsi, lui la incolpa di aver distrutto tutto a causa di un suo tradimento, ma lei rivela che se non lo avesse fatto la situazione sarebbe peggiorata e anche lei perse tutto anche un suo occhio, con la scusa di un bacio si feriscono a vicenda. Nello spazio Kris rientra sulla Zero con la sorella a causa del suo crollo mentale e Laguna raggiunge il satellite. Hermit è nuovamente terrorizzata da Muller che capendo chi è Wise, vuole il suo cervello, ma il ragazzo riesce a liberarsi tramite Arsenal e tranquillizza Hermit. Muller porta il virus a uno stadio avanzato e i robot sul pianeta iniziano a uccidere gli umani. Rebecca e co salvano una bambina, disattivandoli tramite Pino. Shiki viene soccorso da un robot di nome Xenolith che si presenta come il maestro di Ziggy e col suo potere gravitazionale blocca temporaneamente gli scontri sul pianeta. |                   |                |
| 46   | Il sistema apocalisse 「終末システム」 - Shūmetsu Shisutemu | 19 agosto 2023    | 3 gennaio 2024 |
| 46   | Shiki aveva saputo di Xenolith prima di scendere sul pianeta, ma anche che era morto da 1000 anni, questi rivela di aver spostato la sua coscienza in un corpo robotico. Lo scontro tra Elsie e Justice viene interrotto quando un subordinato della prima la recupera. Creed è costretto a liberare Homura dalla gabbia prima che venga schiacciata, la samurai viene recuperata da Rebecca a bordo di una moto, con la bambina, Happy e Pino. Kris e Kleene tornano sulla Zero e Sister soccorre la ragazzina. Muller rivela degli esperimenti che fece coi fratelli Rutherford: i loro genitori finanziarono il suo cannone, ma gli tagliarono i fondi, una volta evaso li uccise e trasformò Kris in cyborg tagliandogli gli arti davanti alla sorella traumatizzandola, dopo aver sistemato Wise e Hermit vuole ripetere lo stesso esperimento e inoltre oltre al virus si è attivato il Sistema Apocalisse. Sul pianeta Shiki e gli altri, devono difendersi dai droni e da laser che escono dal terreno. Wise grazie a Laguna distrugge Muller lasciando solo la testa e Hermit ferma il virus e i laser e chiude i conti con lo scienziato dandogli un pugno. Sister entrando nei ricordi di Kleene e scoperto il terribile ricordo glielo cancella. La situazione su Foresta torna normale, ma diversi umani e robot tra cui Michan la robotina amica della bambina, che avevano incontrato, ci hanno rimesso la vita. |                   |                |
| 47   | Oceans 6 「オーシャンズ6」 - Ōshanzu Shikkusu | 2 settembre 2023  | 3 gennaio 2024 |
| 47   | Elsie in fase di guarigione contatta la Zero anche per avvisarli della potenza degli OS. Witch consola la bambina non appena ha saputo di Michan. Couchpo affamata si ferma sulla nave. Wise rivela a Kris di Muller che ora è distrutto e che conosce il suo passato, inoltre Kleene si è ripresa e finalmente sorride, facendo piangere di gioia il fratello. Xenolith ripresosi rivela che Ziggy ha attaccato Foresta per distruggerlo e ora addestrerà Shiki in sette giorni a battere il nonno, perché poi dovrà entrare in manutenzione. Intanto nella flotta dell'Alleanza, Creed si informa sui membri della Zero (rivelando uno strano interesse per Homura) e Justice viene contattato da Holy che rivela che Jaguar e Eraser si stanno recando nel Cosmo Aoi, per la guerra imminente e gli dice che dopo Poseidon e Ziggy, devono preoccuparsi di Shura, ritenuto più pericoloso del padre. Nel pianeta Santuario Poseidon e Shura, si incontrano con gli Oceans 6 la loro squadra speciale. Il sovrano usando i suoi dadi (grazie alla quale prende decisioni), lascia tutto al figlio, che distrugge Cyca il membro robotico degli Oceans e rivela che distruggerà ogni robot nel Cosmo. In un flashback 15 anni prima Poseidon adottò Shura tramite i dadi, ma lo fece addestrare da Ziggy, in quanto suo amico a quei tempi e utilizzatore della gravità e la storia di crescere qualcuno lo incuriosì. Xenolith inizia a addestrare Shiki e gli altri nella zona d'allenamento virtuale della Zero, compresi Kleene e Kris ora membri effettivi. Durante l'allenamento, mentre i ragazzi sono immobilizzati Xenolith diventa improvvisamente Ziggy. |                   |                |
| 48   | Il giorno del giudizio 「ジャッジメント・デイ」 - Jajjimento Dei | 9 settembre 2023  | 3 gennaio 2024 |
| 48   | Ziggy cattura e inizia a torturare Rebecca coi suoi poteri, ma Shiki riesce a liberarsi e interviene, Xenolith rivela che era tutta un'illusione per metterlo alla prova. A fine giornata mentre fa il bagno Rebecca è giù di morale perché il robot l'ha definita il membro più debole, ma viene raggiunta da Witch che propone di allenarla nella vasca dove ha risvegliato i suoi poteri. Sulla One Ziggy è soddisfatto dell'esperimento e rivela che Shiki deve morire per il bene di tutti. Finiti i 7 giorni, prima di lasciare il pianeta il gruppo saluta la bambina e Xenolith che rivela che 15 anni prima quando conobbe Ziggy era solo e sentendo parlare di Madre mostra la Reliquia: un tappo. Couchpo resta sulla nave per girare i suoi video culinari grazie alla cucina di bordo ben fornita. Giorni dopo, il gruppo assorbe altro Ether di Madre sul pianeta fangoso Mud Roll, Witch suggerisce di lasciare il Cosmo Aoi a causa della guerra imminente. Mentre sono nella loro camera a caricare un video Happy nota che sul suo cubo Rebecca ha scritto Edens Zero e lei confessa che sente la nave come la sua casa, ma improvvisamente arriva la notizia che Shura a causa dei vari incidenti su altri pianeti simili a Foresta, dove i robot attaccano gli umani, intende risolvere il problema eliminandoli tutti. |                   |                |
| 49   | Un'oasi nel deserto 「砂漠のオアシス」 - Sabaku no Oashisu | 16 settembre 2023 | 3 gennaio 2024 |
| 49   | Hermit indagando scopre che gli episodi di ribellione della macchine sono falsi e capiscono che è opera di Shura per il genocidio e localizzano la sua posizione sul pianeta Santuario. Shiki decide di affrontarlo, ma Laguna lo ferma dicendo che il pianeta è protetto da una gigantesca flotta di astronavi, ma dice di conoscere qualcuno che può aiutarli. Ziggy intanto capisce che Shura vuole attirarlo in una trappola. L'equipaggio della Zero raggiunge il pianeta desertico Sandra e raggiunta la città Laguna li conduce in un vecchio magazzino, dove vengono circondati da vari alieni armati, che lo conoscono e lo bollano come traditore, ma Shiki li disarma col suo potere. Appare anche Goodwin un gigantesco gatto che si presenta come il capo dell'esercito ribelle noto come Oasis contrari al governo di Nero, questi riconosce Rebecca rivela di essere un suo fan e la lascia parlare. Intanto la notizia di Shura sta portando il Cosmo nel caos e Goodwin rivela che Shura vuole usare l'All-link per il genocidio quando tra 3 giorni il mare del Cosmo Aoi sommergerà i pianeti (che grazie al loro Ether non accadrà nulla agli abitanti), ma Ether e elettricità si fonderanno e potrà usarla per distruggere le macchine. Laguna rivela che Shiki ha gli stessi poteri di Shura, dopo un iniziale rifiuto, il magazzino viene attacco e il gruppo e i ribelli iniziano a lottare difendendo anche gli abitanti di Sandra. Sul pianeta 66 Fabiano uno degli Oceans parla con Nero del comportamento di Shura che lo ritiene troppo pericoloso, ma l'imperatore, non vuole intromettersi. |                   |                |
| 50   | Preludio alla grande guerra di Aoi 「葵大戦の序曲」 - Aoi taisen no jokyoku | 30 settembre 2023 | 3 gennaio 2024 |
| 50   | Il gruppo di Shiki e i ribelli hanno la meglio sui soldati, riuscendo anche a impedire l'attivazione di una bomba. I sopravvissuti dell'esercito vengono rinchiusi, ma Goodwin promette di liberarli quando tutto sarà finito, spiegando che odia Nero, non chi lo serve, il gattone accetta di collaborare con Shiki quando riconosce la Zero e scopre che sono stati loro a battere Drakken. Al Santuario Shura è fiducioso che Ziggy cercherà di raggiungerlo. Mentre la Zero e le navi ribelli si dirigono sul pianeta, Laguna ha una chiamata da alcuni di loro e scopre che una loro compagna nota come la principessa è morta, durante una missione, Wise che ha origliato scopre che era la figlia del precedente capo e capisce che l'obiettivo di Laguna è sempre stato sconfiggere Nero, motivo della sua alleanza con Drakken oppure che si sarebbe alleato con un'altra fazione, se Witch non lo avesse cercato, ma l'uomo dice che Shiki sarebbe sceso in guerra in ogni caso, Wise lo avvisa che se uno dei suoi amici dovesse morire gliela farà pagare. Rebecca chiede a Couchpo se vuole sbarcare prima che inizi la guerra, ma rifiuta. Grazie ai ribelli la Zero supera la linea difensiva. |                   |                |

## Home video

### Giappone
Gli episodi della prima stagione di Edens Zero sono usciti per il mercato home video nipponico in edizione Blu-ray dal 4 agosto 2021 al 2 marzo 2022.
| N° | Data             | Episodi | Fonte  |
| -- | ---------------- | ------- | ------ |
| 1  | 4 agosto 2021    | 1-3     | [ 30 ] |
| 2  | 8 settembre 2021 | 4-6     | [ 30 ] |
| 3  | 6 ottobre 2021   | 7-9     | [ 30 ] |
| 4  | 3 novembre 2021  | 10-12   | [ 30 ] |
| 5  | 1º dicembre 2021 | 13-15   | [ 30 ] |
| 6  | 12 gennaio 2022  | 16-18   | [ 30 ] |
| 7  | 2 febbraio 2022  | 19-21   | [ 30 ] |
| 8  | 2 marzo 2022     | 22-24   | [ 30 ] |